# フェドチェンコ氷河
フェドチェンコ氷河(タジク語: Пиряхи Федченко、ロシア語: Ледник Федченко)は、タジキスタンのゴルノ・バダフシャン自治州にある氷河。パミール高原に存在する。名称はアレクセイ・パブロビッチ・フェドチェンコにちなんでいる。

## 説明

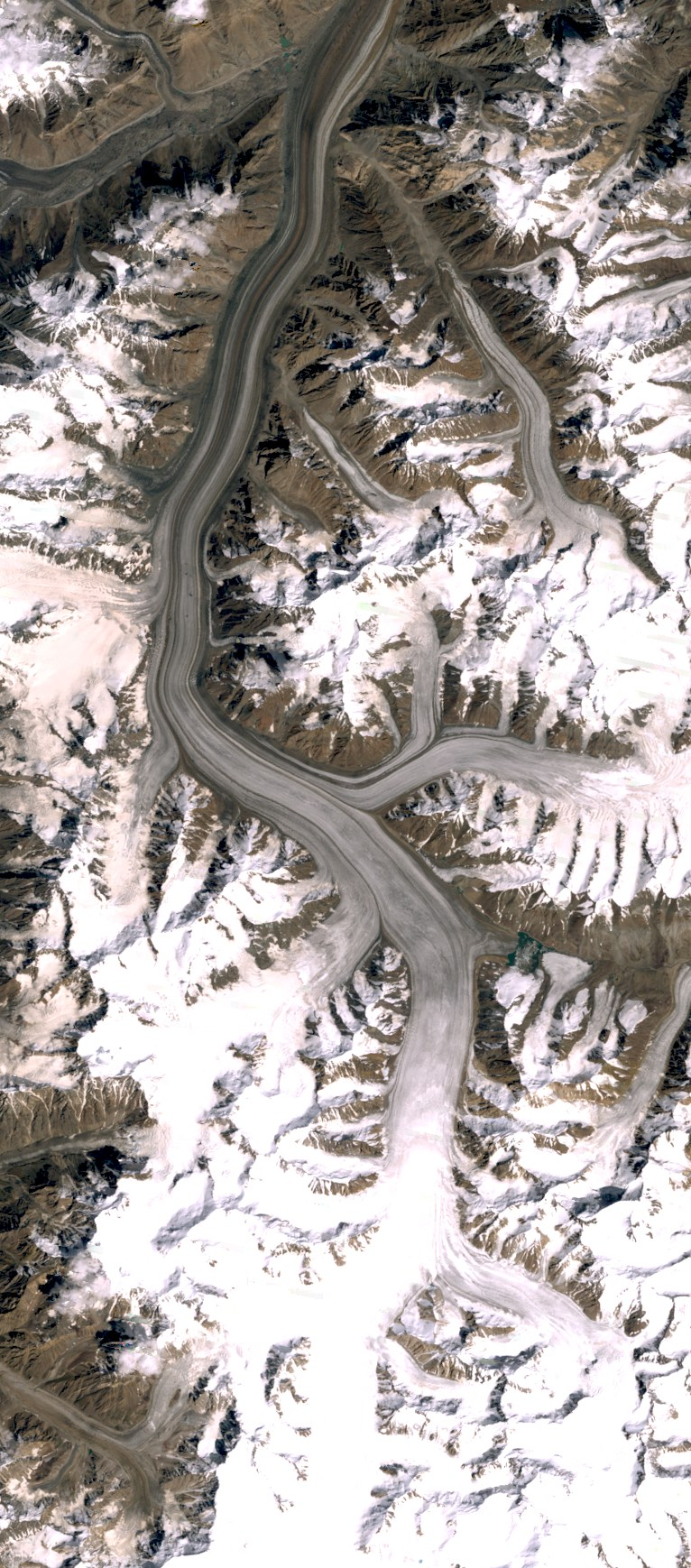
ランドサットによる衛星写真

北緯38度46分01秒、東経72度16分58秒に位置する。この氷河は、細く長く続いている氷河として知られていて、2005年現在約70kmの長さを持っていて、約900km2の範囲を覆っている。この70kmという長さは、地球の極圏以外の地域に存在する氷河としては最長である

。
この氷河は、標高6200m付近から流れ出していて、そこから概ね北の方向へと流れ降り、だいたい標高3000m付近で完全に融解してしまう。なお、この氷河の中流域における氷の流速は、2005年現在、おおよそ1日に67cmであった

。
ただし、近年の地球温暖化の影響によって、この氷河は後退（縮小）傾向にあり、流速なども変わっている（氷河が融解し始めると流速が速くなったりする）可能性がある。ちなみに、この氷河の融解水は、幾つかの小河川を経てバフシュ川に入り、その後アムダリヤ川へと流れ込んでいる。かつては、この氷河の融解水もアムダリア川が流れ込んでいたアラル海へと流れ込んでいたものの、近年アムダリア川の河口付近は事実上干上がっており、アラル海へは融解水が届かなくなってきている。

## 歴史
フェドチェンコ氷河の存在が広く知られるようになったのは1878年のことである。しかし、ドイツとソビエト連邦との共同調査隊が1928年に調査するまでは、この氷河全体の調査はなされていなかった。近年、この氷河も含めた氷河の融解水を、タジキスタンでは水力発電などに利用している。